# Chalcopteryx seabrai
Chalcopteryx seabrai – gatunek ważki z rodziny Polythoridae. Występuje na terenie Ameryki Południowej.